# Tmarus incognitus
Tmarus incognitus là một loài nhện trong họ Thomisidae.
Loài này thuộc chi Tmarus. Tmarus incognitus được Cândido Firmino de Mello-Leitão miêu tả năm 1929.